# Penly
Penly ist eine Commune déléguée in der französischen Gemeinde Petit-Caux mit 487 Einwohnern (Stand 1. Januar 2022) im Département Seine-Maritime in der Region Normandie.

## Geographie
Penly liegt am Ärmelkanal an den Kreidefelsen der Alabasterküste auf einer Höhe von 114 m. Penly hat eine Fläche von 406 Hektar. 

## Geschichte
Penly wurde im Jahr 1028 als Pentoi erwähnt, sowie im Jahr 1059 im Zusammenhang mit einer Stiftung, welche die damalige Kirche von Penly und die Abtei von Le Tréport betraf.
Die Gemeinde Penly wurde am 1. Januar 2016 mit 17 weiteren Gemeinden zur Commune nouvelle Petit-Caux zusammengeschlossen. Sie hat seither den Status einer Commune déléguée. 

## Sehenswürdigkeiten
- St. Denis de Penly: Kirche aus dem 13. Jahrhundert

## Wirtschaft
Das Kernkraftwerk Penly (Inbetriebnahme der beiden Blöcke 1982 bzw. 1992) liefert etwa 80 % des jährlichen Stromverbrauches der Normandie. Bis 2035 sollen zwei zusätzliche Reaktoren am Standort hinzukommen. Haupterwerbsquellen sind Ackerbau (Getreide, Gemüse) und Viehzucht, insbesondere die Rinderzucht.